# Rincon (Georgia)
Rincon è una città degli Stati Uniti d'America, situata nello Stato della Georgia e in particolare nella contea di Effingham.